# Kinofilm Lwów (киностудия)
«Kinofilm» Lwów — польская киностудия, находившаяся в г. Львове и действовавшая до начала второй мировой войны в 1939 году.

## История
Первое на Галичине предприятие по выпуску и прокату кинофильмов, созданное львовским фотографом Мареком Мюнцем.
Кроме Мюнца, соучредителями предприятия были: ассистент Львовской Политехники инженер Е.Поребский, братья А.Крогульча (почтовый работник) и Л.Крогульча, предприниматели Т.Вольский и Т.Янковский.
Имело дочерние филиалы — фирмы «Муза» (Muza) и «Леополия» (Leopolia).
Студия «Kinofilm» Lwów начинала свою деятельность с репортерских съёмок метных событий. Темой первого короткометражного фильма послужил страшный пожар на одном из предприятий Дрогобыча в марте 1912 г. Премьера фильма «Страшный пожар на нефтеперегонном заводе в Дрогобыче», состоялась 23 марта 1912 г. Кроме этого, на студии были сняты и другие ленты отображающие важные событиях Львова, в частности, «Праздник Божьего Тела во Львове», «Хелмское вече во Львове», а также репортажи о полёте известного авиатора М.Сципио дель Кампо — «Полёт пана Сципио» и «Юбилейные торжества 15 полка пехоты во Львове».
Первым художественным фильмом стала снятая на киностудии в 1912 г. лента «Отмщённая ложь» (Pomszczona krzywda). В декабре того же года львовской публике был предложен фильм «Любовные приключения господ С. и И. — известных лиц в Д.» режиссёра Зигмунда Веселовского.
После 1913 съёмки фильмов проводились на базе филиалов киностудии — «Муза», а затем «Леополия». Предприятие «Kinofilm» сосредоточилась на дистрибуции фильмов.
Всего на львовской студии и её филиалах до войны было снято 7 кинофильмов.

## Фильмы, снятые киностудией Kinofilm Lwów
- 1912 — Отмщённая ложь (фильм, 1912) (Pomszczona krzywda)
- 1912 — Miłosne przygody panów Z. i J., znanych osobistości w D.
- 1919 — Lokaj
- 1919 — Blanc et noir
- 1921 — Przez piekło
- 1935 — Manewry miłosne
- 1935 — Antek policmajster